# 마르셀 얀젠
마르셀 얀젠(독일어: Marcell Jansen, 1985년 11월 4일 ~ )은 2015년까지 함부르거 SV에서 윙어와 왼쪽 풀백으로 뛰었던 독일의 은퇴한 축구 선수이다.
2004-2005 시즌에 보루시아 묀헨글라트바흐에서 데뷔한 이후에, 바이에른 뮌헨을 거쳐 함부르거 SV의 주전 윙어로 뛰었다. 국가대표팀은 2005년에 데뷔해, 2006년 FIFA 월드컵 3위, UEFA 유로 2008 준우승, 2010년 FIFA 월드컵 3위를 기록하였다, 특히, 우루과이와의 3,4위전에서는 동점골을 넣어 팀이 역전승하는 데 기여하였다.
푸스발-분데스리가 2014-15가 종료된 이후, 그는 함부르거 SV에서 방출되었다. 방출된 이후 여러 팀에서 러브콜을 받았음에도 그는 함부르크를 배신할 수 없다고 은퇴를 선언했다.

## 국가대표팀 득점
| 골 | 날짜            | 장소                                                   | 상대         | 득점 | 결과 | 경기 종류               |
| -- | --------------- | ------------------------------------------------------ | ------------ | ---- | ---- | ----------------------- |
| 1  | 2007년 6월 2일  | 독일 뉘른베르크 프랑켄슈타디온                         | 산마리노     | 2-0  | 6-0  | UEFA 유로 2008 예선     |
| 2  | 2009년 3월 28일 | 독일 라이프치히 첸트랄슈타디온                         | 리히텐슈타인 | 2-0  | 4-0  | 2010년 FIFA 월드컵 예선 |
| 3  | 2010년 7월 10일 | 남아프리카 공화국 포트엘리자베스 넬슨만델라베이 경기장 | 우루과이     | 2-2  | 3-2  | 2010년 FIFA 월드컵      |

## 수상

### 클럽
바이에른 뮌헨
- 분데스리가: 2007–08
- DFB-포칼: 2007–08
- DFL-리가포칼: 2007

### 국가대표팀
독일
- FIFA 월드컵 3위: 2006, 2010
- UEFA 유럽 축구 선수권 대회 준우승: 2008